# ジム・アンダートン
ジム・アンダートン（James Patrick Anderton、1938年1月21日 - 2018年1月6日）は、ニュージーランドの政治家。革新党創設者。

## 来歴

### 政治家になるまで
オークランド生まれ。オークランド記念工科校（現・オークランド工科大学）卒業後、オークランド教育大学で教員資格を取得し、セント・ピーターズ・カレッジ（中等学校）で教員生活を送る。2年で教員を辞め児童福祉員になる。カトリシズムの信仰を持ち、カトリック青年部での活動に参加しオークランドのカトリック教区で働く。その後、繊維輸出会社のマネージャーを経て1971年に独立。「アンダートン・ホールディング」を設立し代表に就任。

### 政治家としての活動
1963年にニュージーランド労働党（以下、労働党）に入党する。1965年マヌカウ市議会議員に初当選。1977年にオークランド地方議会委員、1979年に労働党会長に就任（1984年まで）。
1984年の議会総選挙にクライストチャーチシィデネム地区（現在はウィグラムに地区編成）より出馬し初当選する。同年、第4期ニュージーランド労働党政権が発足しロジャーノミクスが開始されるが、アンダートンは伝統的な労働党政策と対極にあるロジャーノミクスに難色を示す。政策内容には批判的な立場をとった結果、党内イメージを悪化させ党内対立色を強めることになる。他方、ロジャーノミクスに異議を唱える労働党支持層から高い支持を得る。1989年の国有資産売却案（ニュージーランド銀行の売却案）を巡り議員総会を延期。同年4月に“私が労働党を離れるのではなく、労働党が私から離れた”と言葉を残し離党する。

### 新党結成
1989年5月に「新労働党」を結成。伝統的な左派労働党の政策理念・精神を掲げる。ロジャーノミクスに批判的な立場をとる支持者が集まるも現職の議員はアンダートンのみであった。1990年の総選挙では労働党の政策に批判的な票を取り込むもアンダートン以外の候補者の当選は果たせず総得票率は5.15%に終わる。
1991年に新労働党、民主党、マナ・モツハケ、緑の党の4つの政治グループが加わり「連合党」を結成。アンダートンは連合党党首に就任。1994年に家庭の事情で党首を辞任するも1995年に復帰する。1996年の総選挙で連合党は13議席（小選挙区1議席、比例名簿12議席）を獲得。1999年の総選挙でヘレン・クラーク率いる労働党が政権を奪還し連立政権への参加を打診される。アンダートンは連立参加を表明し副首相に就任。また、新設された経済開発担当大臣を兼務。
アメリカ合衆国ほか連合軍によるアフガニスタン侵攻を巡り、アンダートンと3名の連合党所属議員は連合党を離党し「革新党」を設立。2002年の総選挙で議席を保持するも革新党の獲得票は1.7%に急落する。連立政権へ引き続き参加するも副首相を辞任。後任の副首相にはマイケル・カレンが就任する。2005年の総選挙で議席を保持するも革新党の獲得票は1.2%と低迷し、副党首であったマット・ロブソンも落選する。2005年以降は農業・漁業・林業大臣、バイオセキュリティー大臣を歴任。連立政権ではクラーク、カレンに続く第3位の地位を得る。2007年4月に来日している。2008年の総選挙で自らの議席は保持するも、革新党は0.91%の獲得比率に終わる。2008年の総選後は野党に転じるも労働党との野党連合に参加。

### クライストチャーチ市長選挙へ立候補
2010年5月にクライストチャーチ市長選挙（選挙期日：2010年10月）への立候補を正式表明。国会議員補欠選挙に掛かる莫大な公費負担を避けるため議員職は離れず2011年の任期満了まで議員としての職務を続投すると表明。市長選出馬直後から世論調査で首位を独走したがカンタベリー地震が発生し現職のボブ・パーカー市長がメディアに出続けた影響も受け市長選は2位となり落選した(獲得率40.6%）。2011年11月の総選挙には出馬せず政界から引退。2012年3月15日に革新党も解党した。

## 死去
2018年1月6日、クライストチャーチのカシミア・ビュー・ホスピタルにて病気のために亡くなった。79歳没。アンダートンの死去に際して、ヘレン・クラークは追悼のコメントを自身のTwitterにて発信した。

## 人物
庶民的な人柄でマイノリティーや高齢者からの支持が厚い政治家。公費負担を最小限に留めるため国内の移動とオーストラリアへの出張はエコノミークラスを利用するなど一般生活者の視点を重視した政治家であった。